# Мэй, Вилли
Уильям Ли «Вилли» Мэй (англ. William Lee „Willie“ May; 11 ноября 1936, Ноксвилл, штат Алабама, США — 28 марта 2012) — американский легкоатлет, серебряный призёр Олимпиады в Риме (1960) в беге на 110 метров с барьерами.

## Спортивная карьера
Впервые обратил на себя внимание в 1955 г., выиграв три титула на чемпионате штата Иллинойс. В период с 1957 по 1959 гг. выиграл для Университета Индианы десять титулов в беге с препятствиями. В 1960 г. на чемпионате США квалифицировался вторым на летние Олимпийские игры в Риме, где с результатом 13,8 сек. завоевал серебряную медаль. Также был вторым на Панамериканских играх в Сан-Паулу (1963). Его личный рекорд — 13,4 секунды, был установлен 12 Августа 1960 г. В сезонах 1958/60 и 1963 гг. — входил в легкоатлетический топ-10 на своей дистанции, в 1960 г. был в нем вторым.
С 1967 г. работал учителем физкультуры и тренером по легкой атлетике в Evanston Township High School. С 2000 г. ушел с должности преподавателя, но до 2006 г. оставался тренером, а затем помощником тренера. В мае 2000 г. был введен в легкоатлетический Зал Университета Индианы, в 2007 г. — в Зал славы ассоциации тренеров лыжных и беговых дисциплин штата Иллинойс, в 2010 г. — в Зал спортивной славы Чикаго.